# Bytów
Bytów (česky historicky Bytovo, německy Bütow, kašubsky Bëtowò) je město v Polsku v Pomořském vojvodství v okrese Bytów. Leží na řekách Borują a Bytowa, 78 km jihozápadně od Gdaňsku, 120 km severozápadně od Bydhoště, 85 km východně od Košalína. Roku 2024 mělo přibližně 16,2 tisíc obyvatel.

## Pamětihodnosti

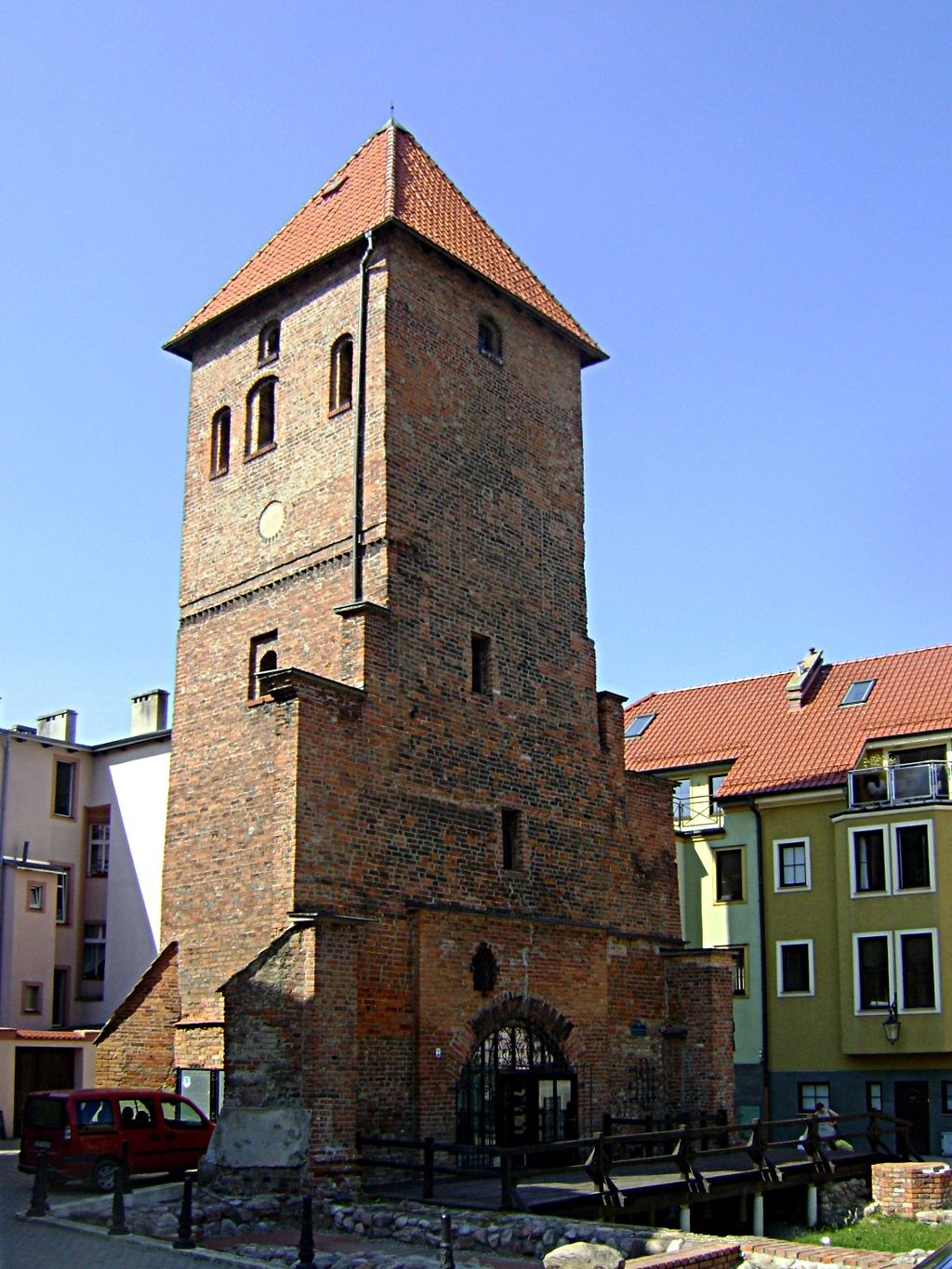
Věž kostela sv. Kateřiny

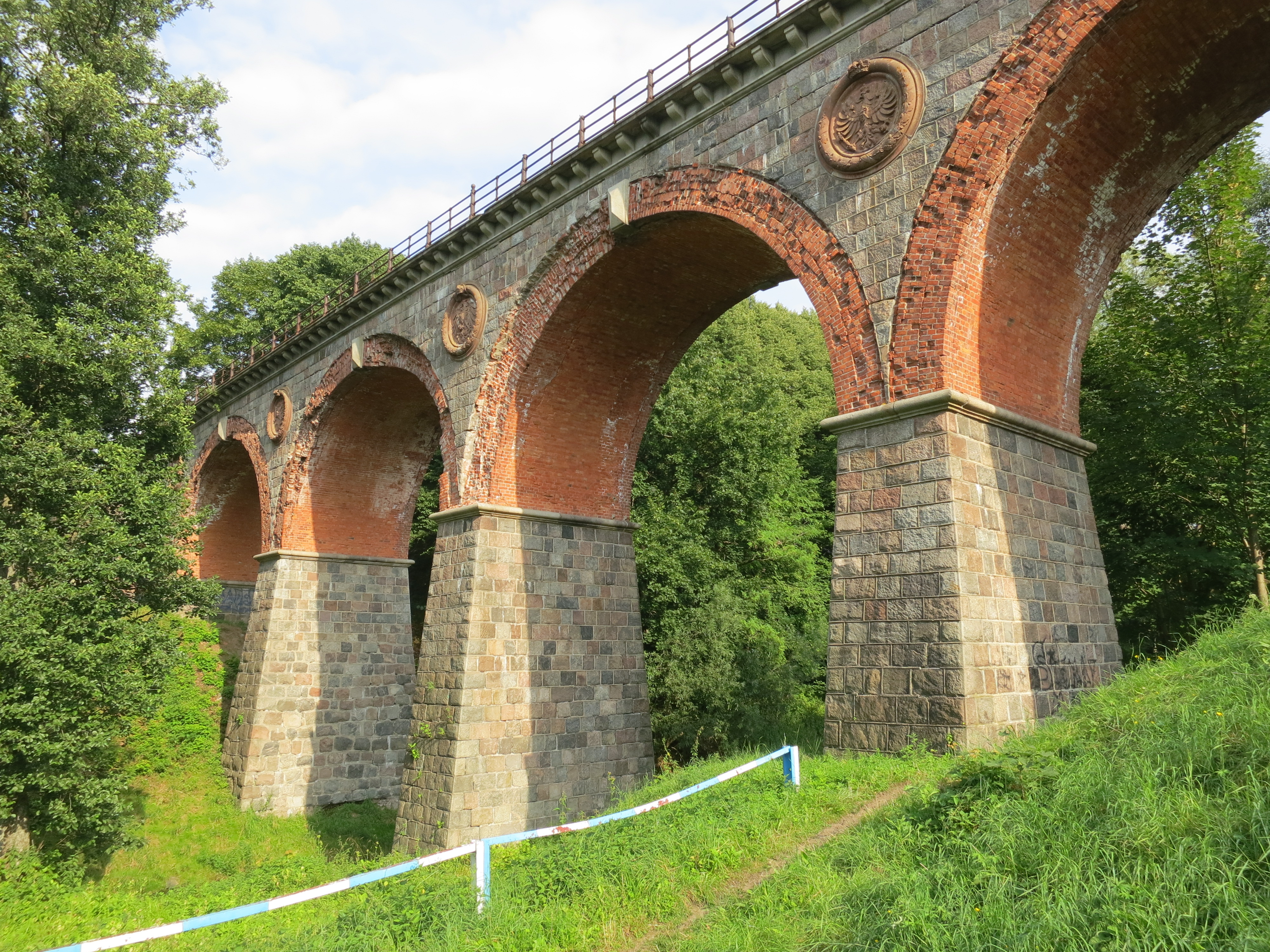
Železniční most v Bytówě

- Křižácký hrad Bytów
- Věž kostela sv. Kateřiny